# Deubach (Kocher)
Der Deubach ist ein über 8 km langer Bach im Stadtgebiet von Künzelsau im Hohenlohekreis im nördlichen Baden-Württemberg, der nach lange westnordwestlichem und zuletzt südsüdwestlichem Lauf bei Nagelsberg von rechts und Nordosten in den unteren Kocher mündet.

## Geographie

### Verlauf
Der Deubach entsteht auf etwa 419 m ü. NHN nahe beim Zollhaus östlich von Amrichshausen auf der Hohenloher Ebene, nur etwa einen halben Kilometer nördlich der oberen rechten Hangkante des Kochertals nach dessen Westkehre bei Kocherstetten. In anfangs kaum merklicher Mulde fließt er wie sein großer Begleiter nach Westen und durchquert dabei Amrichshausen. Etwa 2,5 km nach seinem Ursprung nimmt er von rechts den Ohrenbach auf, dort ist er nun 30 bis 40 Meter in die Hochebene eingetieft.
Dann tritt er in die steilere, westnordwestlich laufende Teufelsklinge ein, wo Hänge und Talgrund bald mit Wald erfüllt sind. Nach dem Zulauf des Steinbachs wiederum von rechts weitet sich das Tal etwas, bald danach lichtet sich die Aue, bis am Eintritt ins Dorf Belsenberg die Flur links auch den Hangfuß und rechts sogar noch den mittleren Hang bedeckt. Gleich zu Beginn des Dorfes fließt von rechts sein längster Nebenfluss zu, der über 6 km lange Österbach, ein fast ebenso langer Oberlauf.
Im Dorf geht der Bach in eine enge Linkskurve um den Deuberg, in der er gleich noch den kleineren Füllbach von rechts aufnimmt. An deren Ende fließt er, begleitet von der B 19, die über den linken Hang der Füllbachklinge ins Tal getreten ist, in dessen Zulaufrichtung nach Südsüdwesten. An Nagelsberg auf dem unteren linken Mündungssporn vorbei erreicht der Bach die Kochertalaue, unterquert die rechts den Fluss begleitende Straße im Kochertal, „quert“ dann den Kraftwerkskanal der EVS (Näheres unter → Zuflüsse) und mündet wenige Schritt danach von links und in südwestlicher Richtung auf etwa 209 m ü. NHN in den dort westlich fließenden unteren Kocher.

### Einzugsgebiet
Der Deubach hat ein oberirdisches Einzugsgebiet von 22,5 km² Größe, das naturräumlich gesehen den Kocher-Jagst-Ebenen angehört. Der größere, höher liegende Teil von ihm liegt im Unterraum Östliche Kocher-Jagst-Riedel, das untere Tal bei Belsenberg und kurze Stutzen der dort zusammenlaufenden Täler werden zum Unterraum Unteres Kochertal gerechnet.
Es erstreckt sich in West-Ost-Richtung über 6 bis 6,5 km und von Nord nach Süd über 3,2 bis 4,5 km und hat ungefähr Rechteckgestalt mit der Mündung am Südwesteck. Von diesem aus zieht die rechte Wasserscheide den rechten Kochertalhang hoch und dann nördlich bis etwa zum Wasserreservoir südlich des Ingelfinger Bühlhofs; das außerhalb anschließende Gebiet entwässert bald über den Ingelfinger Schulklingenbach südlich zum Kocher. Von dieser Nordwestecke zieht sich die Grenze nach Osten bis in den südlichen Ottenhag bei Ingelfingen-Weldingsfelden, ungefähr auf der Trasse der alten Hohen Straße zwischen Kocher und Jagst; dort konkurriert über die längste Strecke jenseits der Sindelbach, zuletzt der Forellenbach zur Jagst. Auf der anschließenden Ostseite des Einzugsgebietes bis hinunter zum Südosteck am Amrichshausener Zollhaus läuft der Speltbach ebenfalls und weiter oben zur Jagst. Die südliche Wasserscheide vom Zollhaus zurück bis zur Mündung läuft markant auf der rechten Hangschulter des sehr nahen Kochertals, von ihr läuft weder zum Deubach noch zum Kocher ein größerer Zufluss.
Vom Einzugsgebiet gehören etwa drei Viertel zur Stadt Künzelsau und etwa ein Viertel zur Stadt Ingelfingen, letzteres flächenhaft vor allem im Nordosten beidseits des oberen Österbachs und dazu in einem Randstreifen nahe der Nordwestecke. Ein winziger Zwickel an der äußersten Nordostspitze im Ottenhag gehört zur Gemeinde Mulfingen.
Die im Einzugsgebiet überwiegenden Hochflächen zwischen den Zwillingsflüssen Jagst und Kocher liegen auf 400 m ü. NHN bis höchstens 429 m ü. NHN (Kreuzung der Straße Hermuthausen–Weldingsfelden mit der Hohen Straße). Diese umfassen bis auf wenige kleine Waldstücken offene Flur. An den steilen Hängen der im Einzugsgebiet liegenden, tief eingegrabenen Talklingen wie auch am Rand zu nahen äußeren Klingen steht Wald.
Durch die Verkarstung des Einzugsgebiets erfolgt der Abfluss teilweise unterirdisch. Dadurch gehen im Oberlauf durch Bachschwinden am Deubach und am Ohrenbach Flächen verloren. Über Markierungsversuche sind für die Bachschwinden und eine Doline südlich der Steinbachmündung ⊙ Verbindungen zu Quellen im tiefer gelegenen Kochertal nachgewiesen. Im Unterlauf gewinnt der Deubach über die Quelle Gärtlesbrunnen am Österbach Flächen, die zum oberirdischen Einzugsgebiet des Jagstzuflusses Sindelbach gehören.

### Zuflüsse
Liste der Zuflüsse und  Seen von der Quelle zur Mündung. Gewässerlänge, Seefläche, Einzugsgebiet und Höhe nach den entsprechenden Layern auf der Onlinekarte der LUBW. Andere Quellen für die Angaben sind vermerkt.
Ursprung des Deubachs etwa 300 m westlich des Künzelsau-Amrichshausener Zollhauses auf etwa 419 m ü. NHN.
- ↓ Versinkung ungefähr an der Einmündung des Ohrenbachs, Austritt an einer Quelle im Jagsttal gegenüber der Hofratsmühle (Entfernung 1,4 km, Fließzeit 50 h, Abstandsgeschwindigkeit 29 m/h).[3]
- Ohrenbach, von rechts neben der K 2301 vor Beginn der Teufelsklinge auf etwa 370 m ü. NHN, 2,5 km und 2,6 km². Entsteht auf etwa 409 m ü. NHN knapp einen Kilometer nordöstlich der Ortsmitte von Ohrenbach im Gewann Straße. Begleitet fast durchgehend Feldwege und eine Straße, Gehölz am Ufer erst auf den letzten 400 m.
  - ↓ Versinkung rund 0,9 km oberhalb der Mündung nördlich von Amrichshausen, Austritt an der Quelle des Pferdsbächles im Jagsttal bei Morsbach (Entfernung 1,9 km, Fließzeit 124 h, Abstandsgeschwindigkeit 15,5 m/h).[3]
- Steinbach, von rechts gegenüber dem Winterberg am Ende der engen Teufelsklinge auf etwa 327 m ü. NHN, 3,3 km und 2,9 km². Entsteht auf etwa  417 m ü. NHN knapp 2 km nostnordöstlich von Steinbach im Dörnich. Bis etwas nach Steinbach meist wegbegleitet, zuletzt Klingenbach.
  - ↓ Versinkung rund 0,35 km oberhalb der Mündung, Austritt an 2 Quellen am Deubach unterhalb der Steinbachmündung (Entfernung 0,4/0,8 km, Fließzeit 5/15 h, Abstandsgeschwindigkeit 73/50 m/h).[3]
- ↑ 2 Karstquellen, Austritt von Wasser des Steinbachs.[3]
- Siegelbach, von rechts gegenüber der beginnenden Lichsen vor Belsenberg auf ca. 276 m ü. NHN, 0,5 km und ca. 0,6 km².[LUBW 6] Entsteht auf etwa 360 m ü. NHN nordwestlich des Siegelhofs in seiner Klinge.
- Österbach, von rechts in Belsenberg an der Kirche auf etwa 250 m ü. NHN, 6,4 km und 6,2 km². Entsteht auf etwa 418 m ü. NHN am Nordrand des Wäldchens nördlich des Segelfluggeländes nordöstlich von Ingelfingen-Hermutshausen.
  -  Durchfließt auf rund 400 m ü. NHN vor Hermutshausen im Gewann Horn hintereinander drei Teiche von zusammen 1,5 ha.
  - (Bach durch die Klinge), von rechts am Flurbeginn auf dem Talgrund auf etwa 335 m ü. NHN, 1,3 km und ca. 0,8 km².[LUBW 7] Entsteht auf etwa 414 m ü. NHN westlich von Hermutshausen als Weggraben neben der Gartenstraße.
    - ↑ Quelle 0,3 km oberhalb der Mündung. Durch Markierungsversuch nachgewiesene Verbindung zur Doline im Gewann Österholz[5] (Entfernung 0,4 km, Fließzeit 4 h, Abstandsgeschwindigkeit 100 m/h).[4]

  - ↑ Quelle Gärtlesbrunnen, rechts am Bach auf etwa 313 m ü. NHN. Über Markierungsversuche nachgewiesene Verbindungen zu einer 1,2 km weiter nordöstlich gelegenen Doline[6] und zum Sindelbach zwischen Eschenhof und Stachenhausen, 1,8 km nördlich.[4]
- (Abgang eines Mühlkanals), gleich nach der Österbach-Mündung nach links in Belsenberg.
- Füllbach, von rechts auf etwa 245 m ü. NHN, 1,5 km und ca. 2,5 km².[LUBW 7] Entsteht auf etwa 370 m ü. NHN in der letzten Spitzkurve der über den östlichen Klingenhang ansteigenden B 19.
- (Rücklauf des Mühlkanals), von links auf etwa 240 m ü. NHN gleich nach dem Orteende von Belsenberg, 0,4 km.
- „Quert“ den EVS-Kanal in der rechten Kocheraue bei Nagelsberg. Der Bach läuft unmittelbar vor einem Stauwehr in dessen Lauf von rechts in diesen rechten Seitenkanal des Kochers, der dort erst etwa 500 m lang ist. Der Ablauf auf der Gegenseite des Kanals ins alte Bachbett, das deutlich tiefer liegt, ist ebenfalls durch ein Stauwehr regelbar. Von dort bis zur Mündung sind es noch weniger als hundert Meter.

Mündung des Deubachs nahe dem Abgang der Kochertalstraße L 1045 von der B 19 von rechts und Nordosten auf etwa 209 m ü. NHN in den Kocher. Der Deubach hat eine Gesamtlänge von 8,4 km und ein 22,5 km² großes Einzugsgebiet.

### Ortschaften
Orte am Lauf mit ihren Zugehörigkeiten. Nur die Namen tiefster Schachtelungsstufe bezeichnen Siedlungsanrainer.
- Hohenlohekreis
  - Stadt Künzelsau
    - Amrichshausen (Dorf)
    - Belsenberg (Dorf, überwiegend rechts)
    - Nagelsberg (Dorf, unterer linker Mündungssporn)

## Geologie

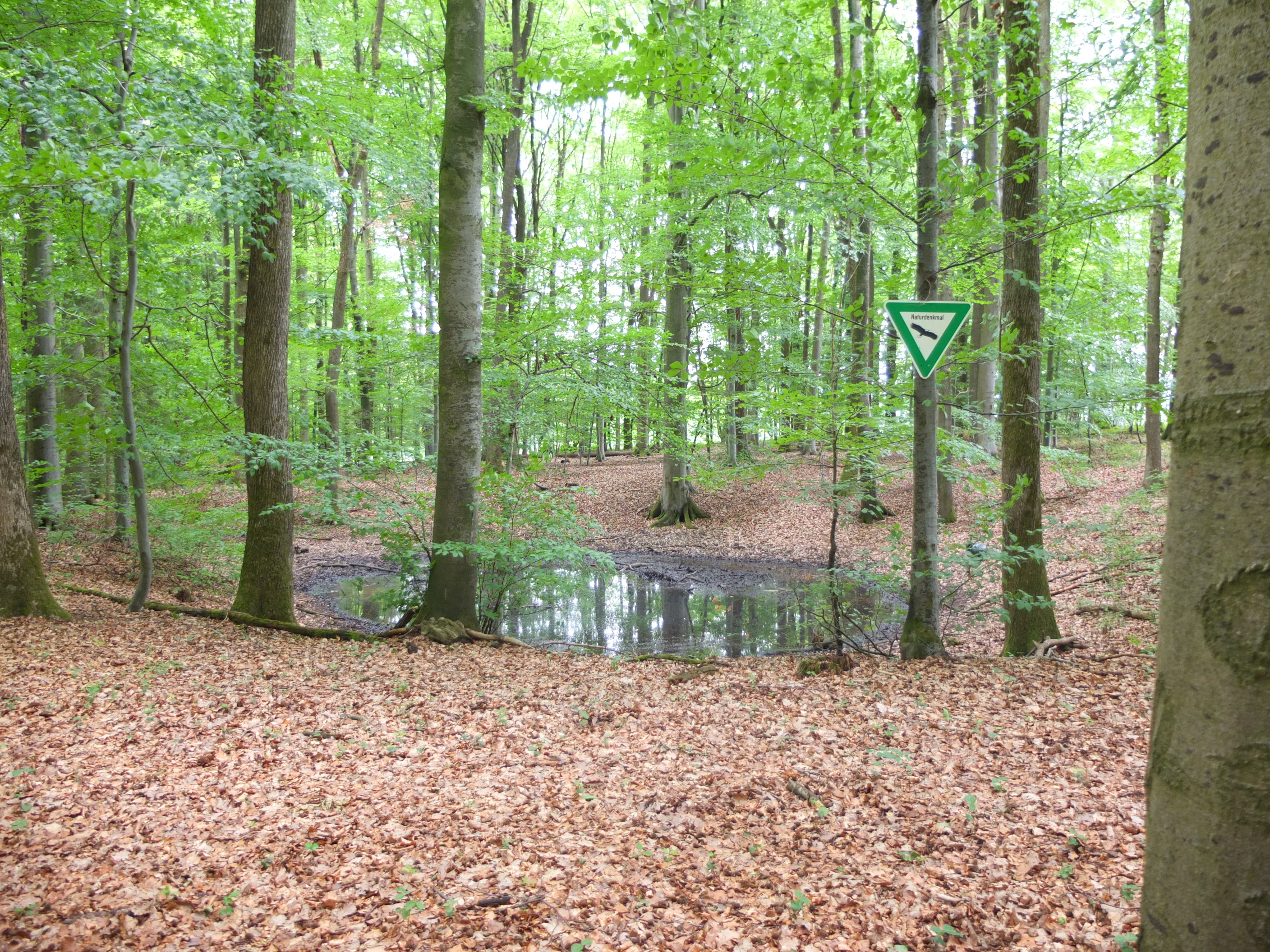
Doline Löhlein bei Garnberg

Der Lauf des Deubachs beginnt in einer der Lösssedimentinseln am südöstlichen Rand seines Einzugsgebietes, die am Ost- und Nordrand desselben die höchsten Lagen Lettenkeuper (Erfurt-Formation) bedecken. In diesen tritt der Bach schon vor Amrichshausen ein, er bedeckt etwa die Hälfte die Einzugsgebietes auf dem größeren Teil der Hochlagen im Nordosten, aber etwa auch einen Streifen im Bereich der Wasserscheide zum Kocher. Bald nach dem Dorf läuft der Bach im Oberen Muschelkalk, in dem auch die Teufelsklinge einsetzt. Nachdem am Ende des engen Schluchtabschnitts der Steinbach zugeflossen ist, tritt der Bach in den Mittleren Muschelkalk ein, der bis zum Ortsrand von Belsenberg auf dem Talboden ansteht. Der Obere Muschelkalk und die obersten Schichten des Mittleren Muschelkalks sind verkarstet. Am Ortsbeginn setzt dann der Untere Muschelkalk ein, in dem der Deubach bis zur Mündung verbleibt. Alle Gebiete im Muschelkalk, die die mittleren und unteren Tallagen bedecken, machen zusammen etwas weniger als die Hälfte der Fläche des Einzugsgebiets aus. Auf dem letzten Kilometer vor Belsenberg bis vor dem Beginn der Linkswende des Baches im Dorf folgt die Talmulde einer von Südost nach Nordwest ziehenden Störungslinie.

### Geotope
Große Teile des Einzugsgebietes liegen wenig über der Schichtgrenze zwischen Muschelkalk und Unterkeuper, weshalb es einige der für solche Lagen typischen Dolinen gibt:
- Die große Trichterdoline Immenloch in der Flur nördlich von Amrichshausen.[8]
- Eine wassergefüllte Doline im Löhlein im Nordosten von Garnberg.[9]
- Eine Doline im Osterholz im Westen von Hermuthausen.[5]
- Eine weitere wassergefüllte Doline im Flurgewann Neugreut westnordwestlich des Dorfes.[10]

Aufschlüsse bieten:
- Eine Tongrube mit Unterkeuper-Hauptsandstein im Osten von Garnberg.[11]
- Eine Böschung im Unteren Muschelkalk am Südrand von Belsenberg.[12]
- Ein Prallhang des Deubachs im Unteren Muschelkalk im Südwesten von Belsenberg.[13] Solche in der Region nicht seltenen Steilhanglagen im Unteren Muschelkalk werden im Dialekt der Region Gleeb genannt.

## Schutzgebiete
Mit Verordnung vom 13. April 1983 hat das Landratsamt Hohenlohekreis das 2,1 km große Landschaftsschutzgebiet Deubachtal ausgewiesen (Schutzgebietsnummer 1.26.020). Es umfasst das Tal des Deubachs von seinem Klingeneintritt nach Amrichshausen bis an den Ortsrand von Belsenberg, das unterste Tal des Zuflusses Steinbach und das untere des Zuflusses Siegelbach sowie im weiteren Verlauf nach Belsenberg die talseitigen Hänge des Deubergs.
Zwischen seinem Klingeneintritt an der Mündung des Ohrenbachs und dem nächsten Zufluss Steinbach durchquert der Deubach das Künzelsauer Wasserschutzgebiet Prübling, das im Einzugsgebiet rund einen Quadratkilometer umfasst.

### LUBW
Amtliche Online-Gewässerkarte mit passendem Ausschnitt und den hier benutzten Layern: Lauf und Einzugsgebiet des Deubachs

Allgemeiner Einstieg ohne Voreinstellungen und Layer: Daten- und Kartendienst der Landesanstalt für Umwelt Baden-Württemberg (LUBW) (Hinweise)
1. 1 2 3  Höhe nach dem Höhenlinienbild auf dem Hintergrundlayer Topographische Karte.
2. 1 2  Länge nach dem Layer Gewässernetz (AWGN).
3. 1 2  Einzugsgebiet aufsummiert aus den Teileinzugsgebieten nach dem Layer Basiseinzugsgebiet (AWGN).
4. ↑  Seefläche nach dem Layer Stehende Gewässer.
5. ↑  Einzugsgebiet nach dem Layer Basiseinzugsgebiet (AWGN).
6. ↑  Länge abgemessen auf dem Hintergrundlayer Topographische Karte.
7. 1 2  Einzugsgebiet abgemessen auf dem Hintergrundlayer Topographische Karte.
8. 1 2  Geotope nach dem einschlägigen Layer.
9. ↑  Schutzgebiete nach den einschlägigen Layern, Natur teilweise nach dem Layer Biotop.

### Andere Belege
1. ↑  Abfluss-BW: Modellierte Abflusswerte an der Mündung
2. ↑  Wolf-Dieter Sick: Geographische Landesaufnahme: Die naturräumlichen Einheiten auf Blatt 162 Rothenburg o. d. Tauber. Bundesanstalt für Landeskunde, Bad Godesberg 1962. → Online-Karte (PDF; 4,7 MB)
3. 1 2 3 4 5  Horst Brunner: Blatt 6724 Künzelsau der Geologischen Karte von Baden-Württemberg, Erläuterungen. Freiburg im Breisgau 1998, S. 102.
4. 1 2 3  Horst Brunner: Blatt 6624 Mulfingen der Geologischen Karte von Baden-Württemberg, Erläuterungen. Freiburg im Breisgau 1999, Beilage 4.
5. 1 2  Geotopbeschreibung Doline im Osterholz im Westen von Hermuthausen (PDF; 321 kB).
6. ↑  Geotopbeschreibung Doline mit Baumbestand im Gewann Lange Aue S von Eschendorf (PDF; 320 kB),´.
7. ↑  Geologie nach den Layern zu Geologische Karte 1:50.000 auf: Mapserver des Landesamtes für Geologie, Rohstoffe und Bergbau (LGRB) (Hinweise)
8. ↑  Geotopbeschreibung Immenloch im Norden von Amrichshausen (PDF; 326 kB).
9. ↑  Geotopbeschreibung Wassergefüllte Doline im Löhlein im Nordosten von Garnberg (PDF; 338 kB).
10. ↑  Geotopbeschreibung Wassergefüllte Doline im Neugreut westnordwestlich von Hermuthausen (PDF; 322 kB).
11. ↑  Geotopbeschreibung Tongrube im Osten von Garnberg (PDF; 337 kB).
12. ↑  Geotopbeschreibung Böschung am Südrand von Belsenberg (PDF; 332 kB).
13. ↑  Geotopbeschreibung Prallhang des Deubachs im Südwesten von Belsenberg (PDF; 334 kB).